# كيلفن جاك
أنتوني ولف (بالإنجليزية: Kelvin Jack)‏ (مواليد 29 أبريل 1976) هو لاعب كرة قدم. يلعب مع منتخب ترينيداد وتوباغو لكرة القدم. سبق له أن لعب في كأس العالم لكرة القدم مع منتخب بلاده.

## روابط خارجية
- كيلفن جاك على موقع الاتحاد الدولي (مؤرشف)  (الإنجليزية)
- كيلفن جاك على موقع قاعدة بيانات كرة القدم.إي يو (الإنجليزية)
- كيلفن جاك على موقع ناشيونال فوتبول تيمز (الإنجليزية)
- كيلفن جاك على موقع Soccerbase.com (لاعب) (الإنجليزية)